# ساوث یونیونویل
ساوث یونیونویل (به انگلیسی: South Unionville) یک منطقهٔ مسکونی در کانادا است که در انتاریو واقع شده‌است. ساوث یونیونویل ۲٫۲۴ کیلومتر مربع مساحت و ۷٬۸۵۴ نفر جمعیت دارد و ۱۷۰ متر بالاتر از سطح دریا واقع شده‌است.